# Hans Werrings Gård
Hans Werrings Gård er en bygning placeret i Sct. Mogens Gade 28-30, på hjørnet af Rosenstræde, i Viborg. Den er oprindeligt opført som 3 selvstændige bindingsværk ejendomme omkring år 1600. De 3 ejendommen blev omkring år 1800 slået sammen til én. Bygningen blev ombygget mellem 1827 og 1835. Bygningen har været fredet siden 1978.
I slutningen af 1820'erne købte Hans Werring bygningen, og drev derefter rebslageri i over 50 år. Bygningen blev senere benyttet som købmandsforretning af Georg Toft frem til 1968. Det gamle bindingsværk kom derefter hurtigt i forfald, og Viborg Kommune betegnede den som "misligholdt". Byrådet diskuterede om man skulle rive bygningen ned eller renovere den. Bygningen blev istandsat for i alt 6.5 mio. kr. på de i alt 680 m2. Dette skete med statslig hjælp.